# (37174) 2000 WE37
2000 WE37 (asteroide 37174) é um asteroide da cintura principal. Possui uma excentricidade de 0.17341710 e uma inclinação de 12.77038º.
Este asteroide foi descoberto no dia 20 de novembro de 2000 por LINEAR em Socorro.